# Inserción velamentosa de cordón
La inserción velamentosa del cordón es una complicación del cordón umbilical en la que ésta llega a insertarse en la placenta a través de la superficie de las membranas ovulares, es decir, entre el amnios y el corion. Es una anomalía presente en el 1% de los fetos únicos, sin embargo, es un trastorno presente hasta en un 15% de gemelos monocoriónico y común en trillizos. La principal complicación que puede causar una inserción velamentosa es que una zona de las membranas que recubren al feto y por donde transcurren los vasos umbilicales en esta patología pueda estar puesta previa a la presentación fetal del canal del parto, un trastorno conocido como vasa previa. Puede igualmente estar asociada con bajo peso al nacer, la prematuridad, y patrones anormales del ritmo cardíaco fetal, especialmente durante el parto.
La inserción velamentosa ha sido diagnosticada por ultrasonografía con una sensibilidad del 67% y una especificidad del 100% en el segundo trimestre aunque el diagnóstico en el primer trimestre es también posible. La condición está asociada con una concentración menor de alfa-fetoproteína (AFP) en el plasma sanguíneo materno y una concentración superior de gonadotropina coriónica humana (hCG).
Si se detecta, el crecimiento fetal puede ser controlado con la ecografía en el tercer trimestre. Se suele considerar la posibilidad de una cesárea electiva.